# Jan Matuszek
Jan Matuszek (20. června 1917 Dolní Žukov – 5. září 1942 Auschwitz) byl polský instruktor skautů v Tešíně (harcerů) a aktivista v protifašistickém odboji.

## Život
Byl synem Fraciszka Matuszka (který byl domkařem a kromě toho významným činovníkem. Angažoval se jako hudebník, člen dozorčí rady a později předseda peněžního ústavu (kampeličky) „Spółkowa Kasa Oszczędności i Pożyczek” v Dolním Žukově, obecní pokladník a pokladník zdejšího Sdružení dobrovolných hasičů či dopisovatel polských novin Gwiazdka Cieszyńska. Věnoval se také poezii. Jako příklad může posloužit text k písni „Pieśn o Żukowie” (Píseň o Žukově). Zemřel v roce 1957) a Terezy roz. Bijok a pracoval jako úředník. Byl aktivní v polské skautské organizaci, působil jako velitel chlapeckého oddílu v Českém Těšíně. Kvůli spolupráci s Franciszkem Kwaśnickým, který vedl tzv. Związek Odwetu (Svaz odvety) zabývající se diverzní činností, byl dne 21. června 1940 na zahradě domu v Dolním Žukově zatčen těšínským gestapem. Více než po roce pobytu byl z věznice v Těšíně transportován do koncentračního tábora v Osvětimi. V záznamech tábora lze dohledat, že byl v Osvětimi zaregistrován dne 5. října 1941 pod vězeňským číslem 5598. Osvobození se nedožil a 5. září 1942 v koncentračním táboře v Osvětimi také zemřel. Podle oficiálního oznámení byla příčina smrti stanovena jako srdeční selhání se zápalem plic.